# Rouble de Transnistrie
Le rouble de Transnistrie ou rouble transnistrien, est la monnaie officielle de la Transnistrie.

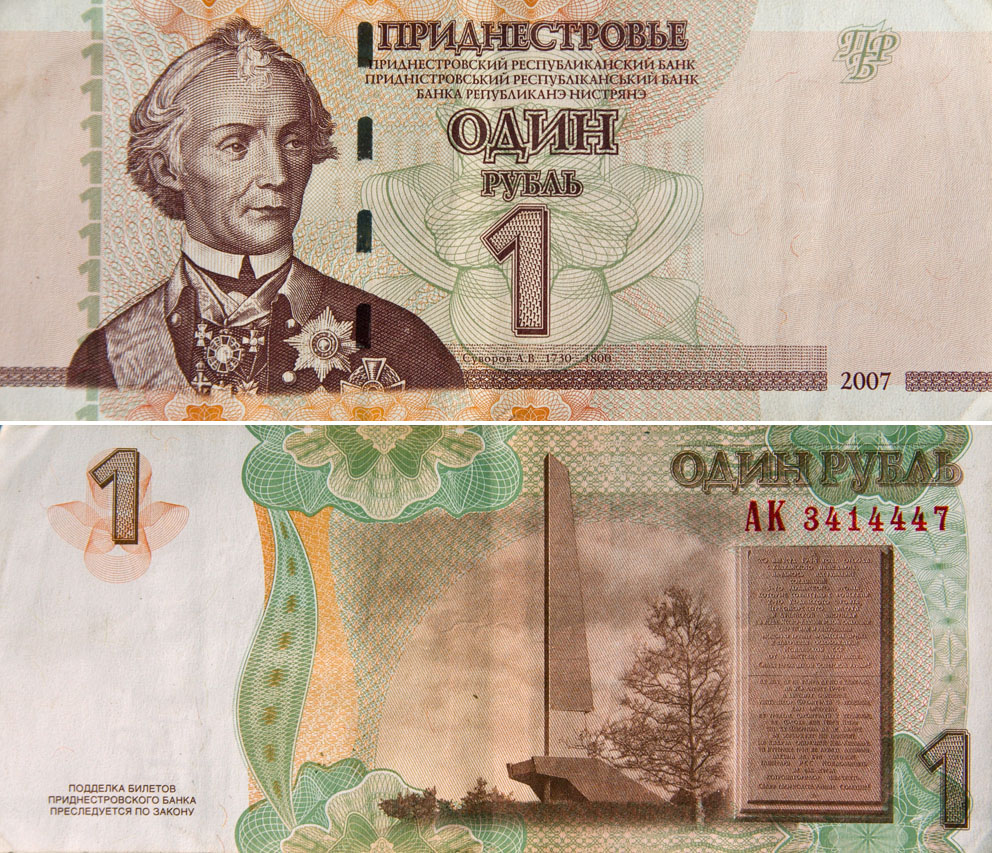
Rouble de Transnistrie

Cette république autoproclamée n'est pas reconnue officiellement. Cette monnaie n'a donc pas de code ISO 4217 officiel. Cependant des organismes, non officiels de Transnistrie, comme Agroprombank et Gazprombank, utilisent le code PRB.
Le rouble de Transnistrie est divisé en 100 kopecks.

## Historique du rouble
Le rouble est une unité monétaire utilisée depuis plus de 800 ans dans l'Empire russe, en URSS et dans certains autres pays.

## Historique du rouble de Transnistrie

### Le premier rouble (1994)
Le premier rouble transnistrien a été introduit en 1994 par la Banque de la République de Transnistrie comme unité monétaire nationale de l'État non reconnu de la République moldave de Transnistrie. En pratique, les billets utilisés étaient des billets soviétiques (1961-1992) avec un cachet autocollant.
Le nouveau rouble transnistrien remplaçait le rouble russe à parité équivalente, bien que le rouble russe restait en circulation parallèle.

### Le second rouble (1994-2000)
À la suite de l'inflation, de nouveaux roubles cachetés furent émis, à la valeur de 1 000 roubles de 1994.

### Le troisième rouble (depuis 2000)
En 2000, un nouveau rouble fut émis (au taux de 1 nouveau rouble = 1 000 000 anciens roubles). Cette nouvelle monnaie comprend à la fois des billets et des pièces.

## Pièces de monnaie de la Transnistrie
Des pièces de 1 à 50 kopecks en aluminium et en alliage cuivre-zinc semblables aux pièces russes ont été mises en circulation. Le 22 août 2014, une série de pièces en roubles en composite de fibre et de plastique, et pas constituées de métaux comme habituellement, a été lancée, comportant des pièces de 1, 3, 5 et 10 roubles.

## Billets de banque de la Transnistrie

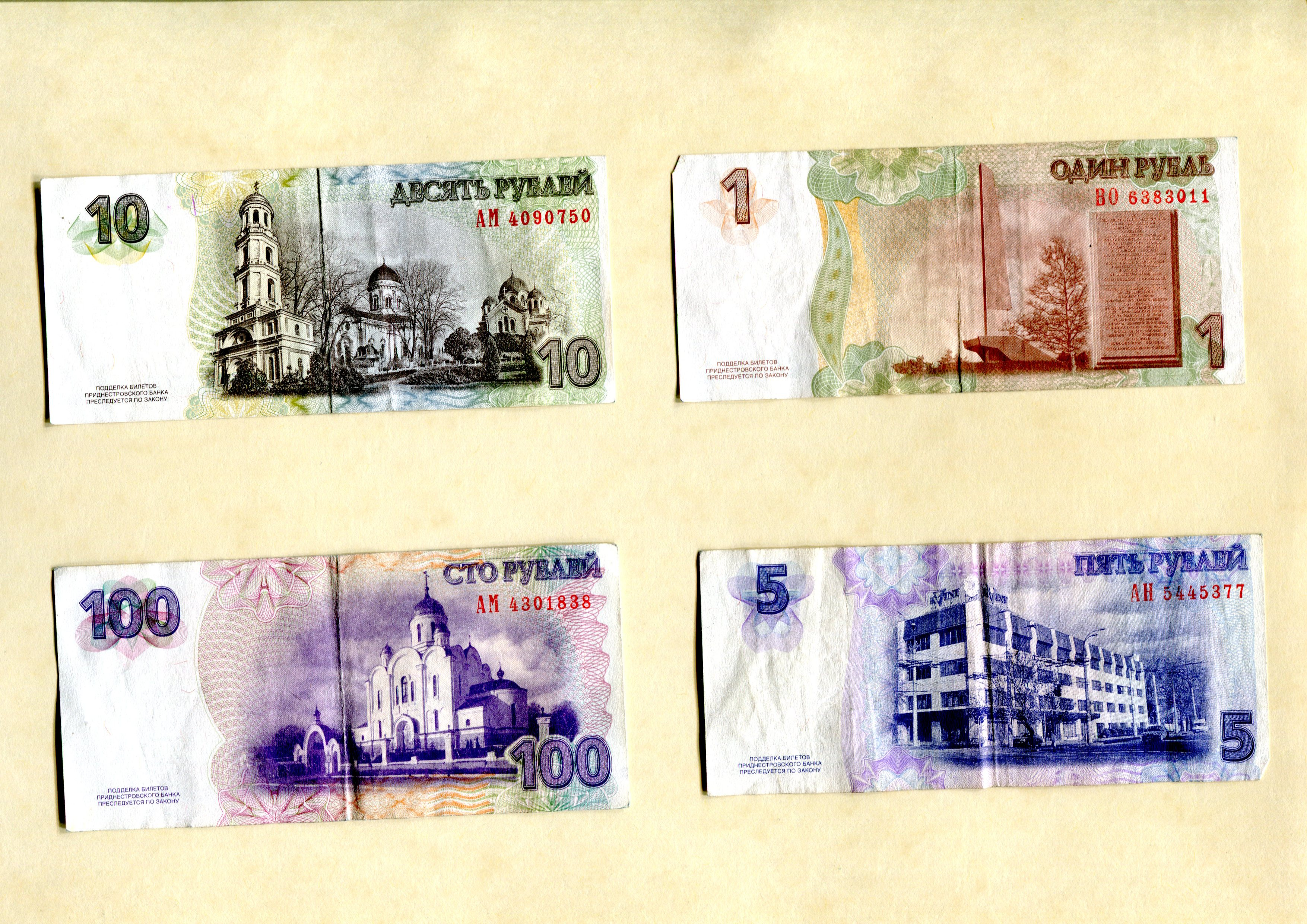
Face recto de billets en cours en République moldave de Transnistrie. Ces billets n'ont cours que sur place et sont échangeables dans la fédération de Russie.

Les billets sont imprimés par la Banque de la République de Transnistrie (Приднестровский Республиканский Банк) avec des valeurs de 1 à 500 roubles.
Les billets de 1 à 25 roubles portent le portrait du général russe Alexandre Souvorov.